# Championnat d'Écosse de football 1922-1923
Navigation
Édition précédente Édition suivante
La 33e édition du championnat d'Écosse de football est remportée par les Rangers FC. C’est le douzième titre de champion du club de Glasgow. Les Rangers  gagnent avec cinq points d’avance sur les Airdrieonians. Le Celtic FC complète le podium.
La fédération d'Écosse de football complète le championnat professionnel en recréant une deuxième division. Celle-ci avait été supprimée au début de la Première Guerre mondiale. La présence de ce deuxième championnat pousse la fédération à mettre en place un système de promotion/relégation automatique. Jusqu’à présent la première division avait choisi un système de cooptation : les trois derniers clubs de première division et les trois premiers clubs de deuxième division devaient présenter un dossier de candidature soumis aux clubs restant en première division. À partir de 1922 la promotion et la relégation se feront de façon automatique. Le championnat en profite pour évoluer : il passe de 22 à 20 équipes. Les trois dernières places de cette saison 1921-1922 ont donc condamné les équipes qui les occupaient à la relégation : Queen's Park FC, Clydebank FC et Dumbarton FC. Dans le même temps l’équipe classée première de la deuxième division, Alloa Athletic Football Club accède à l’élite.
Avec 30 buts marqués en 38 matchs, Jock White de Heart of Midlothian remporte pour la première fois le titre de meilleur buteur du championnat.

## Les clubs de l'édition 1922-1923
| Club                              | Ville      |
| --------------------------------- | ---------- |
| Aberdeen Football Club            | Aberdeen   |
| Albion Rovers Football Club       | Coatbridge |
| Alloa Athletic Football Club      | Alloa      |
| Ayr United Football Club          | Ayr        |
| Airdrieonians Football Club       | Airdrie    |
| Celtic Football Club              | Glasgow    |
| Clyde Football Club               | Glasgow    |
| Dundee Football Club              | Dundee     |
| Falkirk Football Club             | Falkirk    |
| Greenock Morton Football Club     | Greenock   |
| Hamilton Academical Football Club | Hamilton   |
| Heart of Midlothian Football Club | Édimbourg  |
| Hibernian Football Club           | Leith      |
| Kilmarnock Football Club          | Kilmarnock |
| Motherwell Football Club          | Motherwell |
| Partick Thistle Football Club     | Glasgow    |
| Raith Rovers Football Club        | Kirkcaldy  |
| Rangers Football Club             | Glasgow    |
| Saint Mirren Football Club        | Paisley    |
| Third Lanark Athletic Club        | Glasgow    |

## Compétition

### Classement
Le classement est établi sur le barème de points classique (victoire à 2 points, match nul à 1, défaite à 0).
| Rang | Équipe              | Pts | J  | G  | N  | P  | Bp | Bc | Diff |
| ---- | ------------------- | --- | -- | -- | -- | -- | -- | -- | ---- |
| 1    | Rangers FC          | 55  | 38 | 23 | 9  | 6  | 67 | 29 | +38  |
| 2    | Airdrieonians       | 50  | 38 | 20 | 10 | 8  | 58 | 38 | +20  |
| 3    | Celtic FC T         | 46  | 38 | 19 | 8  | 11 | 52 | 39 | +13  |
| 4    | Falkirk FC          | 45  | 38 | 14 | 17 | 7  | 44 | 32 | +12  |
| 5    | Aberdeen FC         | 42  | 38 | 15 | 12 | 11 | 46 | 34 | +12  |
| 6    | Saint Mirren        | 42  | 38 | 15 | 12 | 11 | 54 | 44 | +10  |
| 7    | Dundee FC           | 41  | 38 | 17 | 7  | 14 | 51 | 45 | +6   |
| 8    | Hibernian FC        | 41  | 38 | 17 | 7  | 14 | 45 | 40 | +5   |
| 9    | Raith Rovers        | 39  | 38 | 13 | 13 | 12 | 31 | 43 | -12  |
| 10   | Ayr United          | 38  | 38 | 13 | 12 | 13 | 43 | 44 | -1   |
| 11   | Partick Thistle FC  | 37  | 38 | 14 | 9  | 15 | 51 | 48 | +3   |
| 12   | Heart of Midlothian | 37  | 38 | 11 | 15 | 12 | 51 | 50 | +1   |
| 13   | Motherwell FC       | 36  | 38 | 13 | 10 | 15 | 59 | 60 | -1   |
| 14   | Greenock Morton     | 35  | 38 | 12 | 11 | 15 | 44 | 47 | -3   |
| 15   | Kilmarnock FC       | 35  | 38 | 14 | 7  | 17 | 57 | 66 | -9   |
| 16   | Clyde FC            | 33  | 38 | 12 | 9  | 17 | 36 | 44 | -8   |
| 17   | Third Lanark AC     | 30  | 38 | 11 | 8  | 19 | 40 | 59 | -19  |
| 18   | Hamilton Academical | 29  | 38 | 11 | 7  | 20 | 43 | 59 | -16  |
| 19   | Albion Rovers       | 26  | 38 | 8  | 10 | 20 | 38 | 64 | -26  |
| 20   | Alloa Athletic      | 23  | 38 | 6  | 11 | 21 | 27 | 52 | -25  |

| Légende : Qualifications et relégations | Légende : Qualifications et relégations |
| --------------------------------------- | --------------------------------------- |
|                                         | Champion d'Écosse                       |
|                                         | Relégation en deuxième division         |
|                                         | T : Tenant du titre                     |

## Bilan de la saison
| Tableau d'Honneur                |            |
| Compétition                      | Vainqueur  |
| Championnat d'Écosse de football | Rangers FC |
| Coupe d'Écosse de football       | Celtic FC  |

| Promotions et relégations |                              |
| Promus                    | Queen's Park FC Clydebank FC |
| Relégués                  | Alloa Athletic Albion Rovers |

## Statistiques

### Meilleur buteur
1. Jock White, Heart of Midlothian, 30 buts